# Coleanthus subtilis
Coleanthus subtilis là một loài thực vật có hoa trong họ Hòa thảo. Loài này được (Tratt.) Seidel ex Roem. & Schult. mô tả khoa học đầu tiên năm 1817.

## Hình ảnh

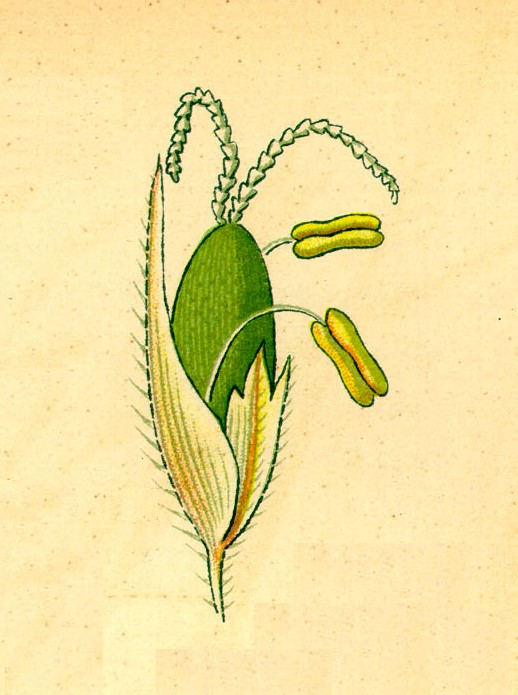
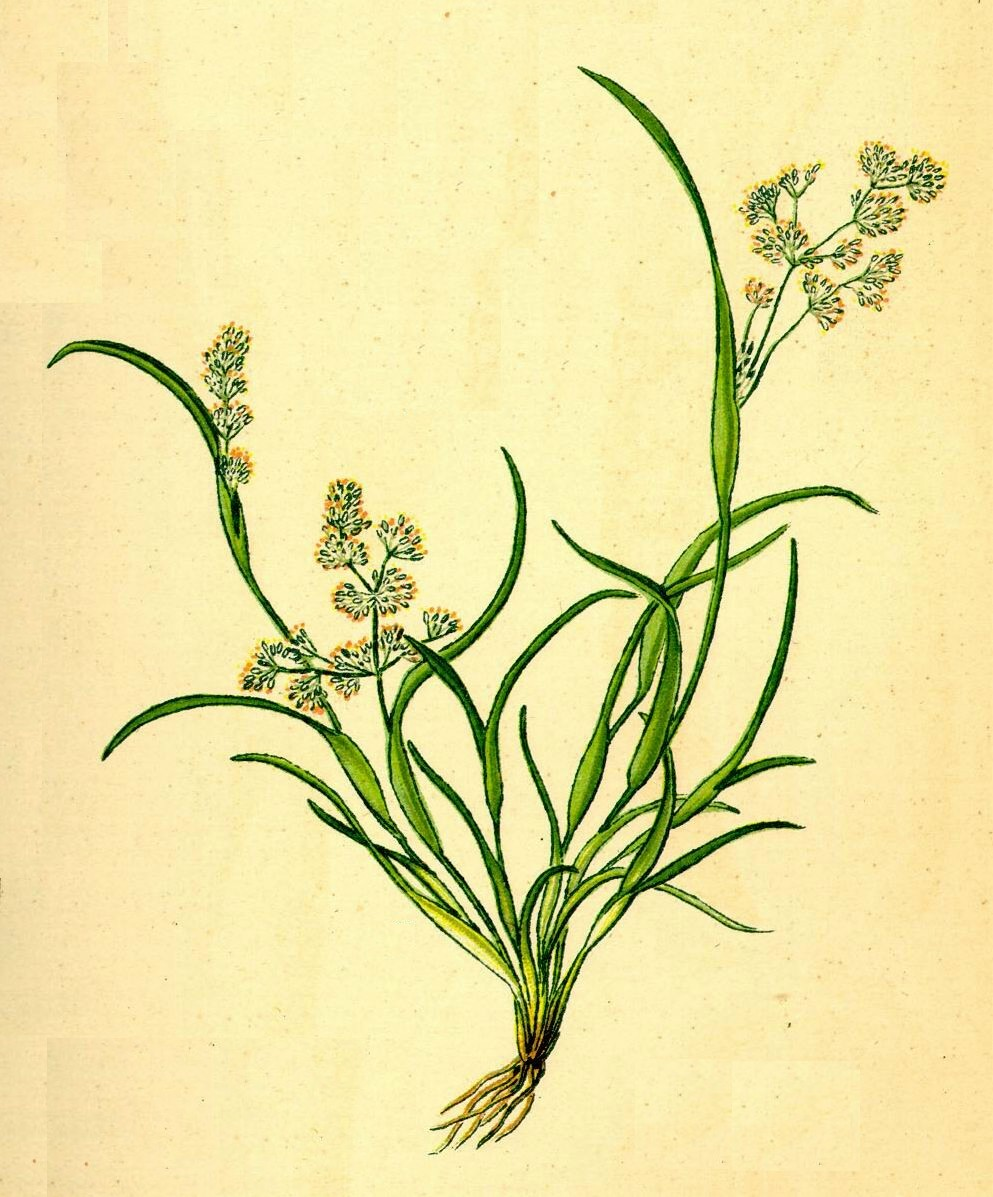
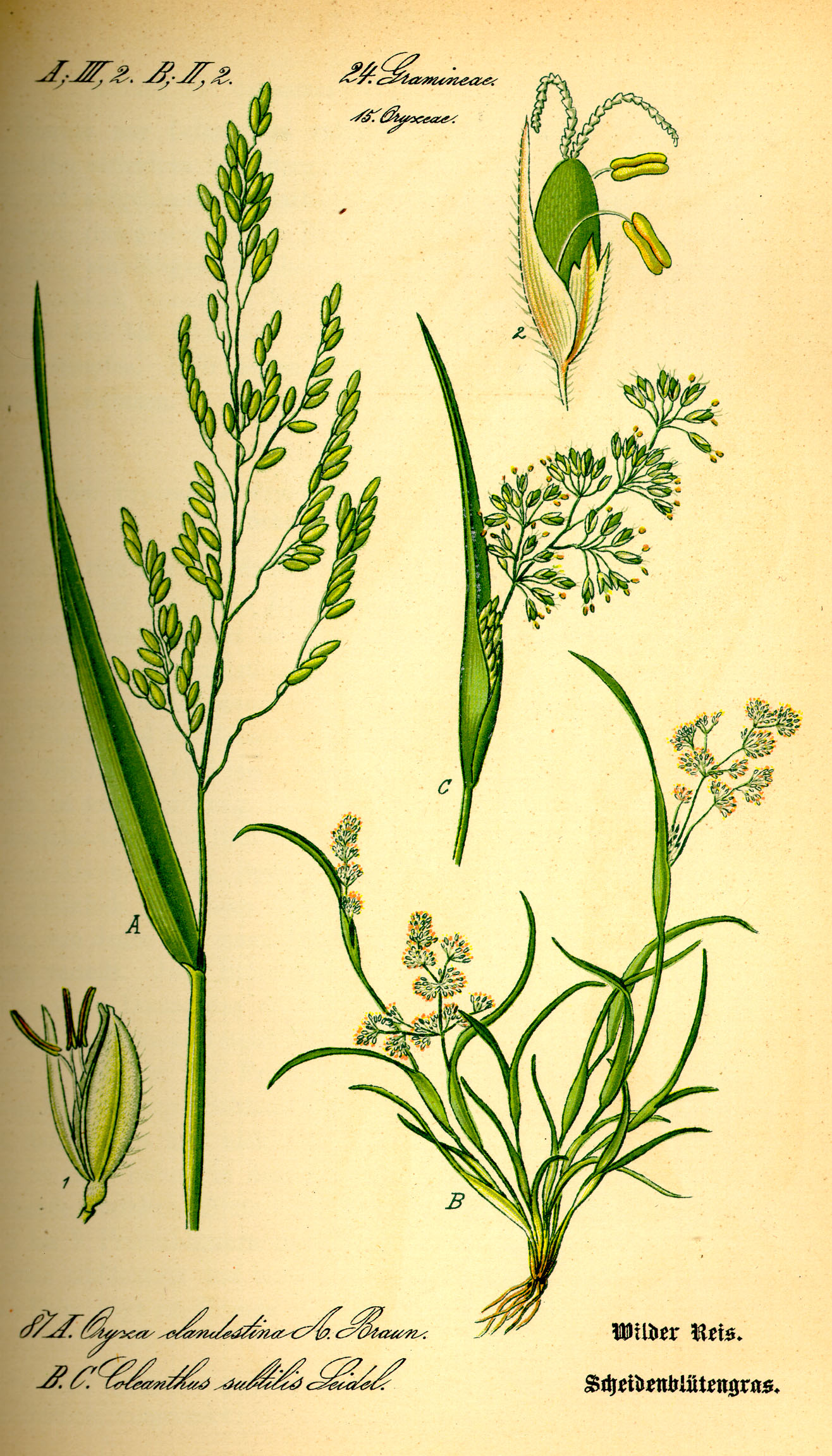